# Sümeg
Sümeg é uma cidade da Hungria, situada no condado de Veszprém. Tem 64,13 km² de área e sua população em 2019 foi estimada em 6.037 habitantes.